# Aloe pulcherrima
Aloe pulcherrima là một loài thực vật có hoa trong họ Măng tây. Loài này được M.G.Gilbert & Sebsebe mô tả khoa học đầu tiên năm 1997.